# محمد بنزاكور
محمد بنزاكور (10 يناير 1972-)، هو عالم اجتماع، كاتب، وشاعر هولندي ولد في الناظور في الريف - شمال المغرب.

## حياته
غادر مع عائلته وهو طفل في سن الرابعة إلى هولندا حيث كان والده يعمل هناك. نشأ في مدينة زفايندريخت غرب هولندا، وأصبح لاحقًا عضوًا في مجلس المدينة.
درس علم الإجتماع والإدارة العامة، وبعد تخرّجه عمل في وزارتين في لاهاي. لكن حياته المهنية كموظف مدني لم تدم طويلاً لأن بنزكور فضّل الكتابة.
في عام 1998 بدأ بكتابة مقالات رأي وتقارير وتحليلات، لكبريات الصحف الهولندية، وحظيت أفكاره الجريئة، وطروحاته المختلفة بإعجاب المتابعين، وأصدر أكثر من بحث ودراسة، قبل ان ينتقل سنة 2013 إلى الرواية، حيث أصدر روايته الأولى «يمّة»، تلاها في عام 2015 برواية «الملك قادم».

## من مؤلفاته
- «Yemma» أمي - 2013.
- «De Ogen Van Fadil)» عيون فاضل 2020.
- «Tien Op Een Ezel)» عشرة فوق حمار 2018.
- «De Koning Komt)» الملك قادم 2015.

## الجوائز
- جائزة الهجرة للأدب 1995.[3]
- جائزة أمستردام للإعلام 1999.
- Zilveren Zebra 2001
- مجلس السلام الإنساني 2005
- E. du Perronprijs. 2009
- E. du Perronprijs 2014
- ANV Debutantenprijs 2016

## وصلات خارجية
- الموقع الرسمي: www.benzakour.nl